# Cycas panzhihuaensis
Cycas panzhihuaensis är en kärlväxtart som beskrevs av L. Zhou och S. Y. Yang. Cycas panzhihuaensis ingår i släktet Cycas, och familjen Cycadaceae. IUCN kategoriserar arten globalt som sårbar. Inga underarter finns listade i Catalogue of Life.